# Tätigkeit

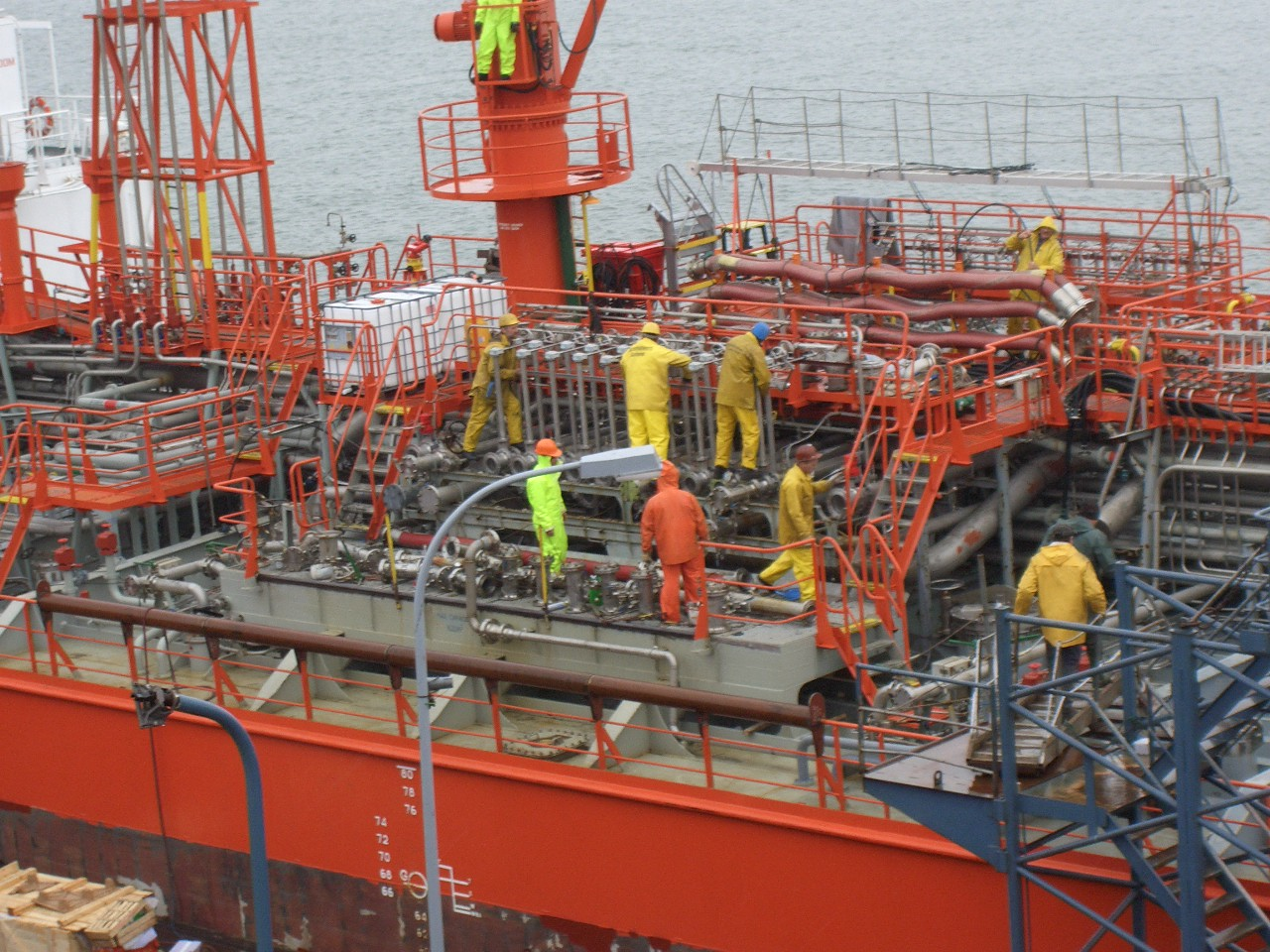
Arbeiter bei der Ausübung einer Erwerbstätigkeit

Als Tätigkeit (oder Betätigung; englisch activity) wird allgemein das zielgerichtete Handeln von Personen zwecks Erfüllung einer Aufgabe bezeichnet. Der Allgemeinbegriff umfasst viele Varianten menschlicher Betätigungen. Gegensatz ist die Untätigkeit.
Im gesamten Leben eines Menschen werden Tätigkeiten verschiedener Art verrichtet. Phasen der Untätigkeit heißen Müßiggang. Anders als dieser stellt jede Tätigkeit eine physikalische Leistung dar. Allgemein kann unterschieden werden danach, ob eine Tätigkeit entgeltlich oder unentgeltlich, ständig, gelegentlich oder einmalig ausgeübt wird.
Entgeltliche Tätigkeiten werden dem Fachbegriff Arbeit zugeordnet. Im Hinblick auf Gefahrstoffe definiert § 2 Abs. 5 GefStoffV: „Eine Tätigkeit ist jede Arbeit mit Stoffen, Gemischen oder Erzeugnissen, einschließlich Herstellung, Mischung, Ge- und Verbrauch, Lagerung, Aufbewahrung, Be- und Verarbeitung, Ab- und Umfüllung, Entfernung, Entsorgung und Vernichtung. Zu den Tätigkeiten zählen auch das innerbetriebliche Befördern sowie Bedien- und Überwachungsarbeiten.“

## Ausprägungen
Eine Tätigkeit kann insbesondere durch folgende Ausprägungen vorkommen:
- Arbeit ist eine „zweckgerichtete, planvolle und organisierte Tätigkeit, die an materiellen [...] oder immateriellen […] Zielen orientiert ist und zur Deckung des eigenen Bedarfs oder zum eigenen Gewinn bzw. dem anderer dient“.[3] Dabei wird differenziert zwischen körperlicher und geistiger Arbeit, je nachdem, ob die körperliche Arbeit (Handarbeit, Muskelarbeit, Schwerarbeit, Schwerstarbeit) oder geistige Tätigkeit (Denken) überwiegt. Bei tatsächlich vorkommenden Arbeitstätigkeiten sind weder nur reine geistige Tätigkeiten („reines Denken“) noch reine körperliche Arbeit ohne zumindest rudimentäre geistige Anforderungen anzutreffen. Zwar ist über einen gewissen Zeitraum eine rein geistige Tätigkeit (Nachdenken, Planen) möglich, jedoch mündet diese entweder in eine Ausführung vorheriger geistiger Tätigkeit, oder das Ergebnis wird durch eine andere Tätigkeit (Sprechen, Schreiben) weitergegeben.[4] Arbeit ist stets entgeltlich, es wird Arbeitseinkommen erzielt.
- Berufstätigkeit ist die Ausübung eines bestimmten Berufs, wobei gewisse berufstypische Handlungen im Vordergrund stehen: Der Kassierer beispielsweise übernimmt die Kassenführung durch Entgegennahme und Ausgabe von Bargeld.
- Beschäftigung ist ein Polysem, das je nach Fachgebiet durch die Ausübung einer Tätigkeit gekennzeichnet ist. Im Sozialrecht ist die Beschäftigung ein Rechtsbegriff, der in § 7 SGB IV eine Legaldefinition erfährt. Danach ist Beschäftigung „die nichtselbständige Arbeit, insbesondere in einem Arbeitsverhältnis. Anhaltspunkte für eine Beschäftigung sind eine Tätigkeit nach Weisungen und eine Eingliederung in die Arbeitsorganisation des Weisungsgebers“.
- Als ehrenamtliche Tätigkeit wird die freiwillige Wahrnehmung eines öffentlichen Amtes oder einer gesellschaftlichen Aufgabe im Gemeinwohlinteresse ohne Einkommenserzielung, gegebenenfalls mit Möglichkeiten zur – nicht äquivalenten – Gegenleistung durch Aufwandsentschädigung, bezeichnet.
- Erwerbstätigkeit der Arbeitnehmer, Selbständigen oder mithelfenden Familienangehörigen ist eine auf wirtschaftlichen Erwerb gerichtete Arbeit.
- Freizeit: Tätigkeiten sind beispielsweise Do it yourself, Freizeitsport, Heimwerkern zwecks Instandhaltung und Reparatur oder Hobbys.
- Gefälligkeiten sind unentgeltliche Tätigkeiten einer Person für eine andere Person im Rahmen einer Beziehung, ohne dass eine Rechtspflicht zu einer Leistung besteht. Auch die aus Gefälligkeit erbrachte Tätigkeit kann versichert sein.[5]
- Haus- und Familienarbeit sind Tätigkeiten, die in einem Privathaushalt anfallen wie Einkauf, Erziehung, Kochen, Körperpflege, Reinigung.
- Lernen, durch Schulen jeder Art institutionalisiert, umfasst die Schulleistung als geistige (Lesen) oder körperliche (Schreiben, Schulsport) Tätigkeit des Schülers.
- Eine Nebentätigkeit setzt voraus, dass eine hauptberufliche Beschäftigung eines Abgeordneten, Arbeitnehmers, Beamten, Abgeordneten, Richters oder Soldaten vorhanden ist und zusätzlich eine weitere entgeltliche Tätigkeit ausgeübt wird.

Im Arbeitsstudium hat die Nebentätigkeit eine andere Bedeutung: „Die Haupttätigkeit ist eine planmäßige, unmittelbar der Erfüllung der Arbeitsaufgabe dienende Tätigkeit, […] die Nebentätigkeit ist eine planmäßige, nur mittelbar der Erfüllung der Arbeitsaufgabe dienende Tätigkeit“. Haupttätigkeit: Werkstück bearbeiten, Nebentätigkeit: Werkstücke magazinieren.
- Als Rechtsbegriff kommt Tätigkeit sehr häufig vor. Das Vorliegen der fachlichen Eignung zum Geschäftsleiter von Kreditinstituten ist nach § 25c KWG regelmäßig anzunehmen, wenn eine dreijährige leitende Tätigkeit bei einem Institut von vergleichbarer Größe und Geschäftsart nachgewiesen wird. Eine ausreichende Leitungserfahrung für Vorstände von Versicherungsunternehmen ist gemäß § 23 VAG in der Regel anzunehmen, wenn eine dreijährige leitende Tätigkeit bei einem Versicherungsunternehmen von vergleichbarer Größe und Geschäftsart nachgewiesen wird. Im Arbeitsrecht muss das Arbeitszeugnis mindestens Angaben zu Art und Dauer der Tätigkeit (einfaches Zeugnis) enthalten (§ 109 GewO).
- Soziale Arbeit im Allgemeinen ist eine „berufliche Tätigkeit, die auf individuelle Hilfen oder gesellschaftspolitische Maßnahmen zur Verbesserung der Lebenslage sozial Schwacher und Gefährdeter abzielt“.[7]
- Spiel ist eine Tätigkeit, die zum Vergnügen, zur Entspannung, allein aus Freude an ihrer Ausübung, aber auch als Beruf (Berufsspieler) allgemein meist unter Beachtung von Spielregeln ausgeübt werden kann.
- Sport: Die sportliche Leistung ist eine Tätigkeit, die letztlich darauf abzielt, im Wettkampf als Sieger hervorzugehen. Besonders intensiv ist die Tätigkeit beim Leistungssport. Zur Verbesserung der körperlichen und/oder geistigen Fähigkeiten wird die Tätigkeit des Trainings eingesetzt. Sport gegen Entgelt wird durch Berufssportler ausgeübt.

Tätigkeiten von Institutionen, welche von Gremien auf Grundlage einer Satzung oder eines Regelwerks geplant und umgesetzt werden, bezeichnet man als Aktivität.
Sämtliche Tätigkeiten sind in der Regel komplex und schwer zu überschauen. Alle Tätigkeiten führen zu – mehr oder weniger starkem – Energieverbrauch beim Menschen.

## Energieverbrauch
Tätigkeiten führen zu folgendem täglichen Energieverbrauch in Kcal/Tag:
| Art der Tätigkeit  | Frauen in Kcal/Tag | Männer in Kcal/Tag |
| ------------------ | ------------------ | ------------------ |
| Büroarbeit         | 1800 bis 2300      | 2300 bis 2800      |
| körperliche Arbeit | 2300 bis 2800      | 2800 bis über 4000 |

Der höchste Energieverbrauch erfolgt bei Schwerarbeit und Schwerstarbeit (über 4000 kcal/Tag), die gleichzeitig die höchste physische Arbeitsbelastung darstellen.
| körperliche Tätigkeit   | Dauer in Minuten | Energieverbrauch in Kcal |
| ----------------------- | ---------------- | ------------------------ |
| Tanzen in der Discothek | 10               | 70                       |
| Treppen steigen         | 10               | 85                       |
| Jogging (8 km/h)        | 10               | 100                      |
| Fahrradfahren (20 km/h) | 10               | 100                      |
| Schwimmen (Kraulen)     | 10               | 125                      |
| Rudern                  | 15               | 160                      |
| Bergwandern             | 60               | 500                      |
| Walking                 | 60               | 590                      |

Treppensteigen gehört zu den großen Kalorienverbrauchern bei Alltagstätigkeiten.

## Folgen der Tätigkeit
In der Tätigkeit sammelt der Mensch Erfahrungen und lernt aus diesen (Learning by Doing, Action Learning).
Tätigkeiten sind eine grundlegende Form, Erfahrungen zu sammeln und Kompetenzen zu erwerben. Dies bedeutet, dass sich in den Tätigkeiten, speziell in den zugrunde liegenden Motiven, zum einen die Persönlichkeit des Menschen äußert und zum anderen sich der Mensch als Persönlichkeit weiterentwickelt. Dieser Entwicklung ist das Individuum jedoch nicht passiv ausgeliefert, es kann durch zielgerichtete, an zukünftigen Ergebnissen orientierte Handlungen diese Entwicklung beeinflussen. Hier zeigt sich, dass Tätigkeit eine retrospektive Betrachtung der Lebensgeschichte abbildet, während Handlungen auf zukünftige Ziele ausgerichtet sind.
Differenzierte Tätigkeit bedarf einer Entwicklung von Kompetenzen (Fachkompetenz). Tätigkeiten, an die Ansprüche gestellt werden, müssen deshalb geübt bzw. trainiert werden. Sie helfen aber wiederum, sich in unterschiedlichen bzw. neuen Situationen zurechtzufinden, sich zu behaupten oder davon zu profitieren. In der Ausübung von Tätigkeiten findet eine Sozialisierung statt.

## Untätigkeit
„Untätigkeit heißt nicht Trägheit, sondern katagesis – sie ist eine Tätigkeit, in der das ‚Wie‘ das ‚Was‘ vollkommen ersetzt hat, in der das formlose Leben und die unbelebte Form in einer Lebensform zusammenfallen“.
Untätigkeit bedeutet im gerichtlichen Verfahren, dass eine Behörde auf einen Antrag oder Widerspruch nicht innerhalb einer angemessenen Frist entschieden hat. Die hierbei zulässige Untätigkeitsklage etwa nach § 75 VwGO ist keine eigene Klageart, sondern eine Verpflichtungsklage, die in der Regel gemäß § 75 Satz 2 VwGO bei Ablauf von mindestens drei Monaten ab Antragstellung bzw. Widerspruchserhebung erhoben werden kann.
In Süditalien umschreibt das „süße Nichtstun“ (italienisch dolce far niente) die hohe Arbeitslosigkeit.